# 고흥백양중학교
고흥백양중학교(高興白楊中學校)는 대한민국 전라남도 고흥군 동일면 백양리에 있는 공립 중학교이다.

## 학교 연혁
- 1972년 3월 5일 : 봉래중학교 백양분교로 개교
- 1973년 3월 1일 : 백양중학교 9학급 인가
- 1999년 3월 1일 : 학칙변경(3학급)
- 2023년 9월 1일 : 제23대 신어경 교장 부임
- 2025년 1월 10일 : 제51회 4명 졸업(총 3,065명 졸업)

## 참고 자료
- 고흥백양중학교 - 한국교육학술정보원 학교알리미